# Демократическая партия пенсионеров Словении
Демократическая партия пенсионеров Словении (словен.  Demokratická stránka uklidencev Slovenije, DeSUS) — словенская проевропейская центристская политическая партия. Основана в 1991 году.
В 2015 году в партия насчитывала 11 972 члена.
Претендует на широкие либеральные ценности с упором на интересы пенсионеров и пожилых людей. Несмотря на то, что партия входит практически во все правительственные коалиции Словении с тех пор, как она начала фигурировать в бюллетенях для голосования, недавно получила лишь 0,66 % всех голосов на последних парламентских выборах в Словении в 2022 году и, таким образом, не смогла завоевать ни одного места в парламенте — Государственное собрание Словении.
В то время, как на выборах в Государственное собрание Словении на Парламентских выборах в Словении (1996) получила 4,32 % голосов и 5 мест, на парламентских выборах 2014 года партия получила 10,21 процентов голосов и 10 мест в парламенте. 
В феврале 2019 года присоединилась к Европейской демократической партии.

## Лидеры партии
- Любо Яснич
- Карл Эрьявец